# L'amore non perdona
L'amore non perdona (L'amour ne pardonne pas) è un film del 2014 diretto da Stefano Consiglio.

## Trama
Adriana ha quasi sessant'anni, è francese di nascita, ma vive da molto tempo in Italia. Vedova solitaria con una figlia e un nipotino che vede solo quando deve fargli da babysitter. Ha un lavoro da infermiera nell'ospedale della sua città dove, un giorno, in corsia conosce Mohamed, un giovane arabo di trent'anni, immigrato in Italia da Tangeri. È amore a prima vista, e i due cominciano la loro storia fuori dall'ospedale. Tra Adriana e Mohamed, profondamente soli prima di incontrarsi, nasce quindi una storia destinata a dare scandalo. La famiglia di lei non accetta la relazione e Adriana, a malincuore, è costretta a lasciare Mohamed, per rendersi conto infine che non può rinunciare ad essere felice. Rivede l'uomo che, amandola ancora, la perdona e i due possono riprendere la loro storia dal punto in cui l'avevano interrotta.

## Distribuzione
Il film è stato presentato al Festival du Film Italien de Villerupt (2014), al Festival del Cinema Italiano di Ajaccio (2014), all'ICFF Italian Contemporary Film Festival (2015) e all'Annecy Cinema Italien (2016).